# مأموریت آوردن نمونه

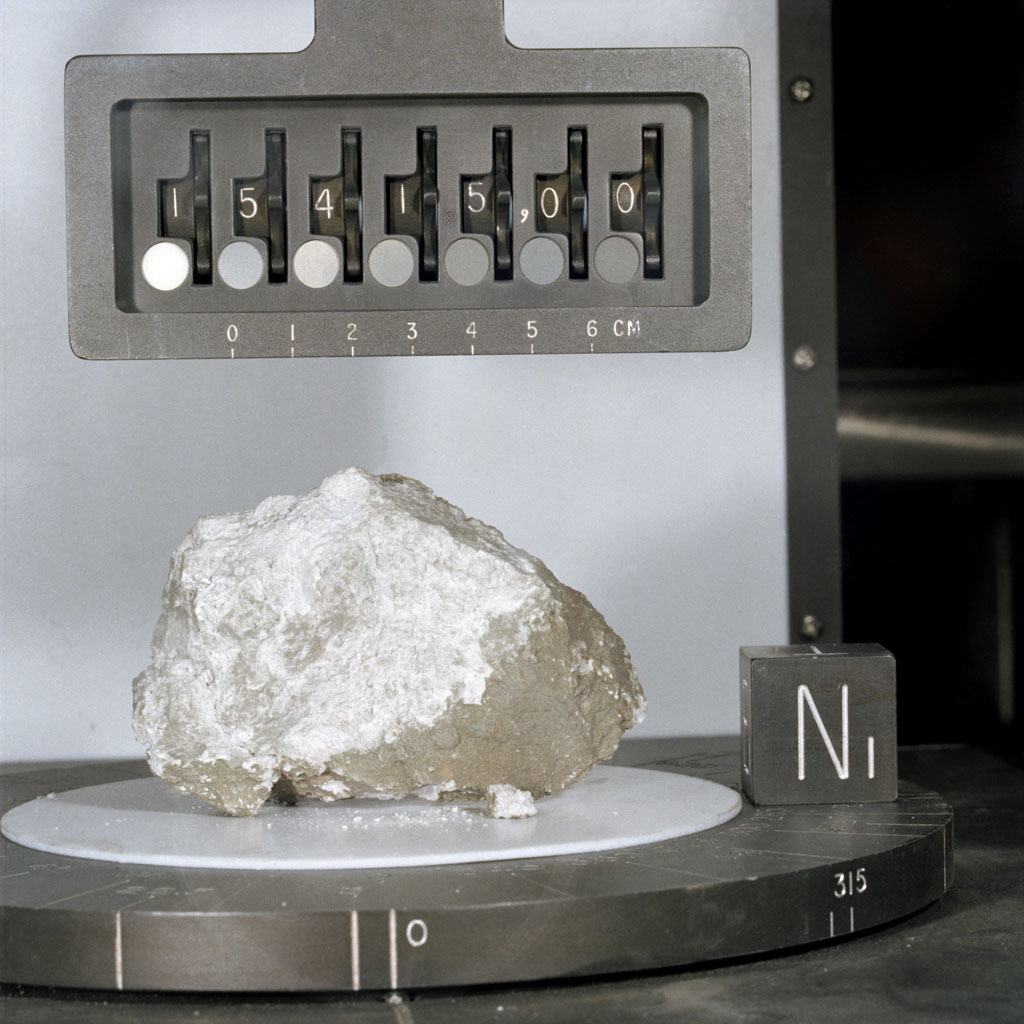
«سنگ پیدایش» (Genesis Rock) بازگردانده شده توسط آپولو ۱۵ در مأموریت ماه

مأموریت آوردن نمونه (به انگلیسی: Sample-return mission)، یک مأموریت فضاپیمایی با هدف جمع‌آوری و بازگشت با نمونهٔ ملموس از یک مکان فرازمینی به زمین برای تجزیه و تحلیل است. مأموریت آوردن نمونه ممکن است صرفاً به آوردن چند اتم و مولکول محدود شود یا ته‌نشین و رسوبات ترکیبات پیچیده مانند مواد با ساختار سست ناپیوسته (مثل «خاک»)، یا سنگ باشد. این نمونه‌ها ممکن است از چند از راه مختلف، از جمله استفاده از یک آرایه برای جمع‌آوری ذرات باد خورشیدی یا باقی‌مانده‌های اجزای دنباله‌دار، حفاری خاک و سنگ، معدن کاری، و از هر راه ممکن دیگر برای به دست آوردن نمونه‌ها از یک محیط مورد نظر حاصل شوند.
تا به امروز، جامعهٔ انسانی نمونه‌هایی از شش جرم فرازمینی منظومهٔ خورشیدی را شناسایی کرده، نیز نمونه‌هایی از بادهای خورشیدی جمع‌آوری کرده‌است. این نمونه‌ها با استفاده از سه روش به دست آمده‌اند: مجموعه نمونه‌های خود کرهٔ زمین، مجموعه نمونه‌های فرازمینی موجود در سطح زمین مانند شهاب‌سنگ‌های شناسایی شده‌ای که بر روی زمین افتاده‌اند، و تهیه و جمع‌آوری نمونه از طریق بازگشت مأموریت‌های آوردن نمونه. نمونه‌های سنگ‌های ماه از ماه (قمر زمین) هم از طریق شهاب‌سنگ‌ها و هم توسط مأموریت‌های آوردن نمونه؛ بدون سرنشین و سرنشین‌دار٬ جمع‌آوری شده‌است. دنباله‌دار ویلد۲ و سیارک ۲۵۱۴۳ ایتوکاوا توسط فضاپیمای بدون سرنشین بازدید شدند که نمونه‌ها را به زمین بازگرداندند. افزون‌بر این، نمونه‌های سه جرم منظومهٔ خورشیدی دیگر هم شناسایی شده که تنها نمونه‌هایی هستند که با استفاده از روشی غیر از مأموریت آوردن نمونه فراهم شده‌اند، یکی نمونه‌هایی از خود سیارهٔ زمین، نمونه‌های سیارک بزرگ وستا که به صورت «شهاب‌سنگ‌های HED» به زمین رسیده‌اند و نمونه‌هایی از مریخ به شکل شهاب‌سنگ‌های مریخی.